# Rakapparat

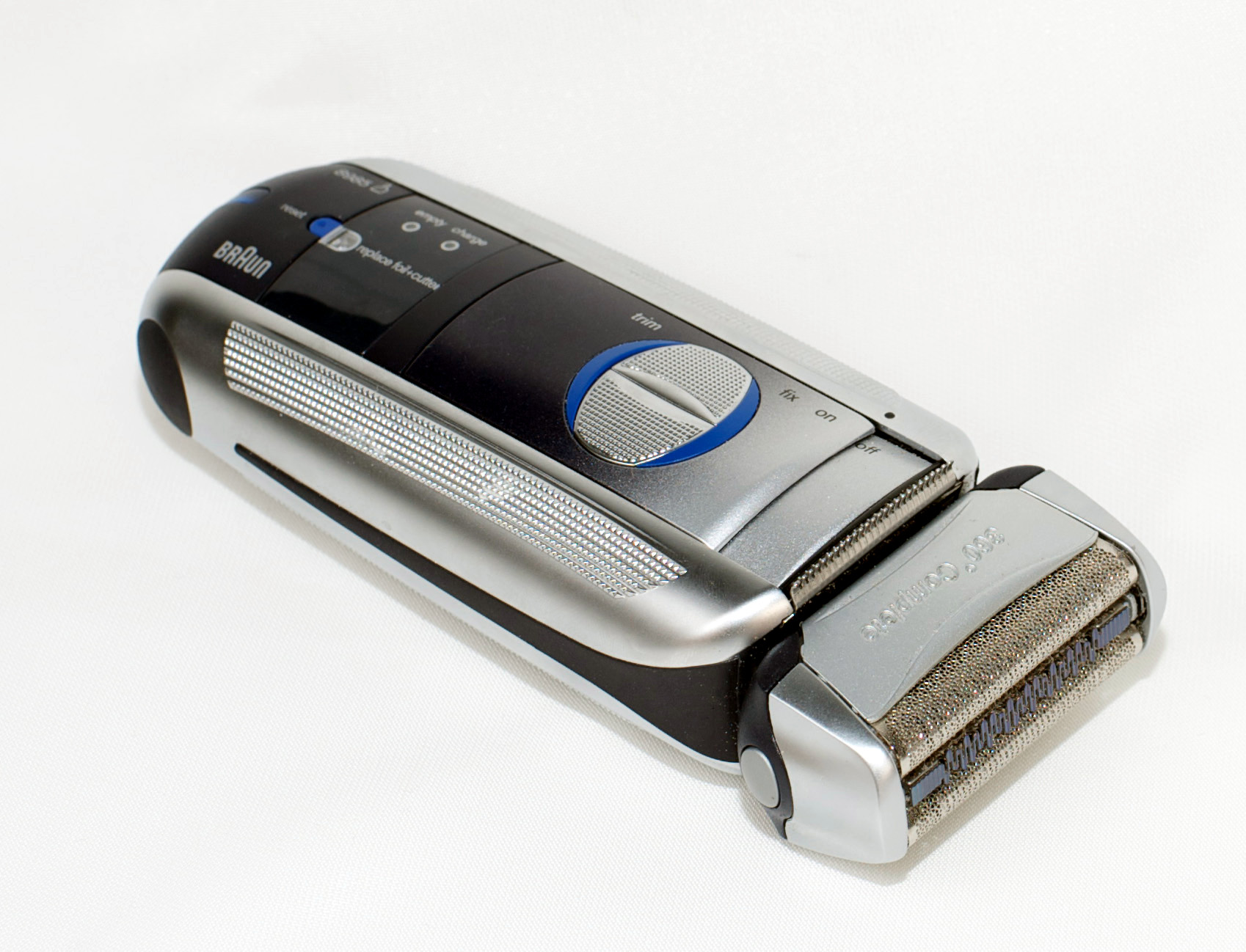
En modern rakapparat.

En rakapparat är en elektrisk handhållen maskin för rakning. Oftast klipper man av all skäggväxt mycket nära huden på det område som rakas. Den vanligaste principen för rakapparater är att den har en tunn plåt som är tätt genomsållad med hål. Denna plåt förs över det område som ska rakas, så att skäggstråna sticker in genom hålen. Där innanför rör sig en eller flera klingor, som klipper av de strån som sticker in.

## Historia

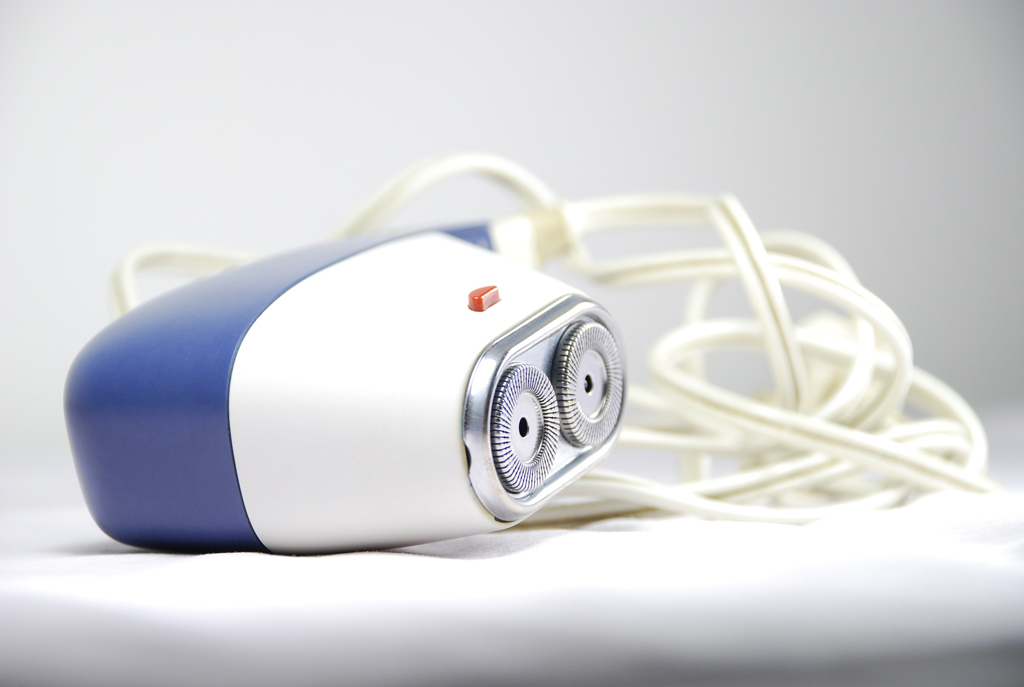
En äldre typ av rakapparat - Philishave SC7920 från 1962.

Det första patentet på en rakapparat togs före 1900 i USA, men den första för marknaden lämpliga rakapparaten uppfanns 1928 av den amerikanske översten Jacob Schick. Den började säljas 1931. Remington Rand Corporation vidareutvecklade apparaten. En ytterligare utveckling blev Philishave-rakapparaten som uppfanns av Philips-ingenjören Alexandre Horowitz, som använde roterande rakblad, en då unik metod.
1960 kom den första batteridrivna rakapparaten
Ordet "rakapparat" finns belagt i svenska språket sedan 1914.

## Konstruktion
Man kan urskilja några huvudprinciper för konstruktionen av rakapparater:
1. En eller flera klingor med många skär roterar under den hålförsedda plåten. Drivningen görs med en liten roterande likströmsmotor för svagström. Detta har den fördelen att apparaten kan drivas med batterier. Modeller förekommer för såväl engångsbatterier som med inbyggda laddningsbara batterier (ackumulatorer). Typisk drifttid är ett 20-tal rakningar, varefter engångsbatterier måste bytas, alternativt ackumulatorerna laddas. När mustaschputsaren är i drift drar apparaten mera ström, vilket har betydelse för drifttiden med batterier.
  En stor fördel med denna konstruktion är att man är oberoende av tillfälliga avbrott i det allmänna elnätet, och kan hålla sig välrakad även utan tillgång till allmänt elnät, t.ex. under resor.
  En apparat som bygger på samma princip används f ö för borttagning av s.k. noppor på luddiga klädespersedlar.
  En speciell modell avsedd för kvinnors rakning har varumärket Ladyshave.
  Typiskt fabrikat av denna typ representeras av Philips, som är tämligen ensamma om denna lösning, förmodligen på grund av starka patent.
2. En rad skarpslipade kammar rör sig fram och tillbaka under den hålförsedda plåten. Drivningen skedde ursprungligen med en elektromagnet, som matades direkt med växelström från det allmänna elnätet. Det ger en enkel konstruktion, men har den nackdelen att det inte är möjligt med batteridrift. Numera, genom en ny motorkonstruktion, finns apparater av denna typ även som laddningsbara och för batteridrift.
  Ett flertal fabrikat enligt denna princip finns i marknaden, typiska är Braun och Remington.
3. En apparat som mer eller mindre rycker bort glesväxande hårstrån med roten (epilage) är konstruerad med en roterande anordning inuti en lång glest helixlindad tråd (ofta felaktigt kallad spiral, vilket är något annat). Hårstråna fångas in i gliporna mellan trådvarven. Helixen är i sin tur lagd i några slingor, och dess båda ändar är anslutna till ett slags handtag, som innehåller en liten roterande motor. Motorn drivs via en nätaggregat från allmänna elnätet.